# 河合誠三郎
河合 誠三郎（かわい せいざぶろう）は、日本の俳優。劇団新派所属。屋号は白兎屋（しらとや）。歌舞伎時代は市川笑三（いちかわ えみぞう）を名乗った（屋号は澤瀉屋）。

## 来歴
1969年（昭和44年）熊本県生まれ。1989年東京宝映に入団、1991年おもだか事務所に移る。1991年4月、新橋演舞場 スーパー歌舞伎『オグリ』で初舞台。1996年三代目市川猿之助に弟子入り、市川笑三を名乗る。2017年1月に師匠である二代目市川春猿が河合雪之丞と改名して劇団新派に入団する際に付き従い、新派に入団するとともに河合雪之丞門下となり、河合誠三郎と改名した。

## 主な出演作品

### 舞台
- スーパー歌舞伎『オグリ』（1991年4月、新橋演舞場）※初舞台
- 『黒蜥蜴』 （2017年6月、三越劇場）
- 『黒蜥蜴 全美版』 （2018年6月、三越劇場）
- TEAM KAWAI Attract Vol.1『楽屋 ～流れ去るものは やがてなつかしき～』（2018年7月、Morph-Tokyo） - 女優A 役
- 『華岡青洲の妻』 （2018年9月、三越劇場）
- 『犬神家の一族』（2018年11月、大阪松竹座・新橋演舞場）
- 『日本橋』（2019年1月、三越劇場）
- 『華の太夫道中』（2019年2月、新橋演舞場）
- 『夜の蝶』（2019年6月、三越劇場）
- 山村美紗サスペンス『京都都大路 謎の花くらべ』（2019年8月、新橋演舞場）
- 第一回 河合宥季の会『天守物語』（2019年4月、江東区亀戸文化センター・カメリアホール） - 語り・近江丞桃六 役
- 『道頓堀ものがたり』（2019年10月、京都四条南座）
- 『明日の幸福』『神田祭』（2020年1月、三越劇場）
- 『八つ墓村』（2020年2月、新橋演舞場）

## 受賞歴
- 歌舞伎奮闘賞（「実盛物語」馬 役）
- 国立劇場特別賞（「千本桜」荒法師 役）
- 2008年 演出家賞（「ヤマトタケル」伊吹山の黄鬼 役）